# Писа
Пи́са (пол. Pisa), Писсек (Писса) — река в Варминьско-Мазурском и Мазовецком воеводствах Польши (ранее в Восточной Пруссии), приток Нарева.
Длина — 80 км, площадь водосборного бассейна — 4500 км². Писа вытекает из озера Рось у города Пиш (в Пиской пуще), протекает по Мазурскому поозёрью, после чего впадает в реку Нарев. Крупнейшие приток — Крутыня (99 км).
Ширина реки — 15 — 20 метров, иногда до 35 метров, глубина — 1,5 — 2 метра. Течение реки медленное, берега поросшие лесом. Флора и фауна реки типична Мазурскому поозёрью.
Река — часть туристического маршрута от озера Рось до Нарева и далее. При впадении реки в озеро Рош (или Варшау-зе) находился городок Иоганнисбург в 12 верстах от русской государственной границы, ныне польский город Пиш.